# ISO 17100
 (mai 2024).
[source insuffisante]
La norme ISO 17100 :2015 relative aux exigences relatives aux services de traduction a été publiée le 1er mai 2015. Elle a été préparée par le comité technique ISO/TC 37 de l'Organisation internationale de normalisation, Terminologie et autres ressources linguistiques et de contenu, sous-comité SC 5, Traduction, interprétation et technologies associées.

## Description
Cette norme spécifie les exigences pour tous les aspects du processus de traduction affectant directement la qualité et la livraison des services de traduction. Il comprend des dispositions destinées aux prestataires de services de traduction (PST) sur la gestion des processus de base, les exigences minimales de qualification, la disponibilité et la gestion des ressources, ainsi que d'autres actions supplémentaires nécessaires à la livraison d'un service de traduction de qualité. L'utilisation des résultats bruts de la traduction automatique et de la post-édition ne sont pas concerné par cette norme. Cela ne s'applique pas non plus aux services d'interprétation.
Basée sur la norme EN 15038, cette norme adapte et converti les exigences originales décidées par la norme EN 15038 au cadre ISO. Par exemple, elle définit les types de ressources, notamment les ressources humaines (telles que les traducteurs, les réviseurs, les re-lecteurs, les correcteurs et les chefs de projet) ainsi que les ressources techniques et technologiques (logiciels, outils TAO).
sont définies par cette norme : 
- Les étapes de traduction comprenant la traduction (y compris une vérification de la traduction par le traducteur lui-même)

- La révision par une deuxième personne
- La révision (une étape facultative, conçue afin d'évaluer l'adéquation de la traduction par rapport à l'objectif convenu, au domaine et aux mesures correctives recommandées )
- La relecture (un contrôle préalable à la publication facultatif)
- La vérification finale

Outre la norme elle-même, il existe six annexes qui aident à expliquer certains aspects de la norme en fournissant des exemples ou des graphiques afin de visualiser la norme. Par exemple, l'annexe A visualise le flux de travail de traduction, l'annexe D répertorie les tâches de pré-production.

### Normes minimales
Les nouvelles caractéristiques de l'ISO 17100 par rapport à l'EN 15038 sont les suivantes :
premièrement, elle fixe des normes minimales telles que les exigences afin que les traductions soient soumises à une révision par une deuxième personne, ce qui est une partie obligatoire de la norme.

### Qualifications
Deuxièmement, bien que largement discutée et controversée en cours d'élaboration, une nouvelle exigence concernant les qualifications appropriées dans le domaine concerné par le travail de traduction est ajoutée dans la norme, car elle prescrit qu'un traducteur doit avoir « un certificat de compétence en traduction délivré par un organisme approprié ( gouvernemental)». « Ainsi, traducteur, correcteur et réviseur doivent tous avoir des connaissances suffisantes dans le domaine des textes à traduire pour comprendre et traiter d'éventuels problèmes  ».

### Pré-production
Troisièmement, le travail impliqué dans les processus de pré-production a été considérablement étendu. Dans cette norme ISO, le succès d'un projet de traduction réside dans la coopération entre clients et sous-traitants, plutôt que dans l'entière responsabilité des sous-traitants. Parallèlement, toutes les exigences pertinentes, y compris la qualité du texte cible, la nature et la portée de l'assurance qualité et l'utilisation de guides de style, doivent également être définies et convenues à l'avance.

### Processus de rétroaction
Quatrièmement, la norme exige un processus de traitement des commentaires et retours des clients, utilisé pour déterminer la qualité réelle de la traduction et la satisfaction du client. Le prestataire de services de traduction est également responsable de l’archivage des projets de traduction.

### Protection des données
Dernier point, la norme ISO 17100 stipule que les exigences en matière de protection des données doivent être respectées, car les traductions sont parfois confidentielles, impliquant des informations sensibles de la part du client.